# Liubar (huyện)
Huyện Liubar (tiếng Ukraina: Любарський район, chuyển tự: Liubars’kyi raion) là một huyện của tỉnh Zhytomyr thuộc Ukraina. Huyện Liubar có diện tích 757 km², dân số theo điều tra dân số ngày 5 tháng 12 năm 2001 là 31046 người với mật độ 41 người/km2. Trung tâm huyện nằm ở Liubar.